# 日本ボロ宿紀行
『日本ボロ宿紀行』（にほんボロやどきこう）は、上明戸聡の書籍、並びにこれを原案としたテレビドラマ。

## 書籍
著者の上明戸が、日本全国にある「ボロ宿」を紹介する作品。著者曰く「ボロ宿」とは「歴史的価値のある古い宿から単なる安い宿まで全部ひっくるめ（中略）自分なりに気に入った、魅力ある宿」との意味で使っており、「決して悪口ではありません」とのこと。元々は著者の個人ブログで展開されていたコンテンツだが、2011年に鉄人社から書籍化され、好評に付き続刊・文庫化もされている。

## テレビドラマ
2019年1月26日（25日深夜）から4月13日（12日深夜）までテレビ東京系列（ドラマ25枠）で放送されていた。書籍が宿の紹介をメインとするノンフィクションなのに対し、ドラマ仕立てとなっている点が大きな変更点となっている。制作は『孤独のグルメ』『昼のセント酒』と同じ共同テレビジョン（共テレ）が担当し、プロデューサーも両作品を手がけた吉見健士が務める。2019年4月度ギャラクシー賞月間賞受賞。

### あらすじ
主人公・篠宮春子は、父親が経営する芸能プロダクションで一発屋のポップス歌手・桜庭龍二のマネージャーを務めていた。しかし父親が急逝し、春子が経営を引き継ぐことになったのだが、何の実績もない春子を見限って他の社員や所属タレントが一斉に退社、春子と龍二は二人で放り出された格好になってしまった。仕方なく二人は、龍二のCDを手売りするために地方を営業に回るのだが、貧乏故に高級ホテルなどにはとても泊まれず、泊まるのはいつもいわゆる「ボロ宿」になってしまうのだった。

### キャスト

#### レギュラー
篠宮春子
演 - 深川麻衣
主人公。芸能事務所・スプリングロールの代表で桜庭龍二のマネージャー。父親の影響「ボロ宿」好きになり、ボロ宿に泊まる際は自身のスマホで館内のあちこちを撮影している（ただし自分用の鑑賞目的）。お金がないせいもあるが、宿で龍二と同じ部屋で寝ることになっても全く気にしない図太い性格。酒に弱く、酒乱。
桜庭龍二
演 - 高橋和也
ポップス歌手。1999年に「旅人」（劇中歌）という曲が大ヒットした、いわゆる一発屋。かつての栄光をいまだに引きずっており、意地っ張りな性格も手伝って春子とは度々衝突する。春子が子供の頃から家族同然の付き合いをしていたため、大人になった今も春子を女としては見ていない。「旅人」を毎回様々なシチュエーションで龍二が歌う場面がドラマの見せ場の一つとなっている。
篠宮一平
演 - 平田満
春子の父親。芸能事務所を経営していたが急逝してしまう。無名時代の桜庭龍二を歌手として見出し、生前は特に目をかけていた。
森田明美
演 - 鶴田真由
龍二の大ファンで元追っかけ。現在もたまに地方の営業先に追っかけてくる。子持ちの既婚者だが、プライベートは龍二には秘密にしている。

#### ゲスト
第1話「新潟県燕市　公楽園」
- 加藤 武  - たべひろのぶ
- 木下修二 - 小川ガオ
- 藤森又吉 - 佐藤晃
- 小西浩二 - 平岡亮
- 佐藤由美 - 下京慶子
- 公楽園管理人 - 城後光義
- 神取二郎 - 五頭岳夫

第2話「新潟県南魚沼郡　こしじや旅館」
- こしじや旅館女将 - 南條瑞江
- 女将の孫 - 三宅亮輔
- 井上俊雄 - 田野良樹
- 釣り客 - 島谷宏之
- 斉藤治 - 高瀬秀芳
- 篠宮春子（幼少期） - 渋谷南那（第5 - 6・11 - 12話）

第3話「群馬県嬬恋村　湯の花旅館」
- 小野タケル - 田中士道
- 小野美津子 - 森谷ふみ
- 富岡雄太 - 谷戸亮太
- 湯の花旅館宿主 - 嶋村太一

第4話「群馬県中之条町　山水荘もりや」
- 森谷哲夫 - 板垣雄亮
- 森谷久美子 - 永井若葉
- 新沼エリ - 綱島恵里香
- 佐倉カナ - 遠藤やすは

第5話「千葉県香取市　木の下旅館」
- 十河和寿 - 田村泰二郎
- 十河美知留 - 信江勇
- コスプレイヤーくるみ - さくまみお
- カメラマン - 今井隆文
- 外国人男性 - マイケル
- 外国人女性 - サビン
- 理髪店老婆 - 惣角美榮子

第6話「千葉県銚子市　民宿犬若」
- 渚 - 栗原夢果
- 渚の父 - 鶴町憲
- 渚の母 - 新藤まなみ
- ベテラン漁師 - 植吉
- 「犬若」女将 - 小貫加恵

第7話「栃木県那須郡　雲海閣」
- 雲海閣主人 - 春海四方
- 山本和子 - 勝倉けい子
- 立花優子 - 小林あずさ
- 石田由紀夫 - 福澤重文

第8話「長野県千曲市　戸倉ホテル」
- 戸倉ホテル主人 - 加藤満
- 戸倉ホテル女将 - 阿部明子
- ゆかりママ - 田山由起
- ひとみママ - 渡会久美子
- スナックの客1 - 清水克彦
- スナックの客2 - 星野恵亮
- スナックの客3 - 仲義代
- スナックの客4 - マコト

第9話「埼玉県秩父市　ゲストハウス錦」
- 定岡正平 - 武子太郎
- 北野徹（宿泊客） - CHIKI
- 北野愛子（宿泊客） - 滝裕可里
- 立川肇 - 竹森千人

第10話
- 山崎屋主人 - 藏内秀樹
- 小河隆之介（宿泊客） - 株元英彰
- 澤北琴音（宿泊客） - 生越千晴

第11話
- 班目貴志（宿泊客） - 笠松将
- 下田城の管理人 - 仲野元子
- 昭吉の湯女将 - 清野佳津美
- ギャルA - 麻美
- ギャルB - 山田瑞紀

第12話
- みよし旅館の女将 - 根岸季衣
- スナックのママ - 立川芳美

### 放送日程
| 各話   | 放送日  | サブタイトル（地図）                                                                                     | 脚本                | 監督             |
| ------ | ------- | --- | ------------------- | ---------------- |
| 第1話  | 1月26日 | 新潟県燕市 公楽園（北緯37度38分1.3秒 東経138度51分55.0秒 / 北緯37.633694度 東経138.865278度）            | 田口佳宏            | 藤井道人         |
| 第2話  | 2月02日 | 新潟県南魚沼郡 こしじや旅館（北緯36度47分19.1秒 東経138度47分41.4秒 / 北緯36.788639度 東経138.794833度） | 田口佳宏            | 原廣利           |
| 第3話  | 2月09日 | 群馬県嬬恋村 湯の花旅館（北緯36度38分26.4秒 東経138度30分39.9秒 / 北緯36.640667度 東経138.511083度）     | たかせしゅうほう    | たかせしゅうほう |
| 第4話  | 2月16日 | 群馬県中之条町 山水荘もりや（北緯36度37分17.2秒 東経138度45分50.6秒 / 北緯36.621444度 東経138.764056度） | たかせしゅうほう    | たかせしゅうほう |
| 第5話  | 2月23日 | 千葉県香取市 木の下旅館（北緯35度53分24.1秒 東経140度29分52.6秒 / 北緯35.890028度 東経140.497944度）     | 和田清人 佐渡ツムジ | 逢坂元           |
| 第6話  | 3月02日 | 千葉県銚子市 民宿犬若（北緯35度41分55.8秒 東経140度50分58.7秒 / 北緯35.698833度 東経140.849639度）       | 和田清人            | 逢坂元           |
| 第7話  | 3月09日 | 栃木県那須郡 雲海閣（北緯37度5分38.3秒 東経140度0分6.5秒 / 北緯37.093972度 東経140.001806度）            | 田口佳宏            | 原廣利           |
| 第8話  | 3月16日 | 長野県千曲市 戸倉ホテル（北緯36度28分59.7秒 東経138度8分35.0秒 / 北緯36.483250度 東経138.143056度）      | 田口佳宏            | アベラヒデノブ   |
| 第9話  | 3月23日 | 埼玉県秩父市 ゲストハウス錦（北緯35度57分6.2秒 東経138度57分45.0秒 / 北緯35.951722度 東経138.962500度）  | たかせしゅうほう    | たかせしゅうほう |
| 第10話 | 3月30日 | 埼玉県寄居町 山崎屋旅館（北緯36度6分54.5秒 東経139度11分43.4秒 / 北緯36.115139度 東経139.195389度）      | たかせしゅうほう    | たかせしゅうほう |
| 第11話 | 4月06日 | 静岡県下田市 昭吉の湯（北緯34度42分34.5秒 東経138度53分19.7秒 / 北緯34.709583度 東経138.888806度）       | 和田清人            | アベラヒデノブ   |
| 最終話 | 4月13日 | 神奈川県足柄下郡 みよし旅館（北緯35度9分13.3秒 東経139度8分18.9秒 / 北緯35.153694度 東経139.138583度）   | 和田清人            | 藤井道人         |